# بطليموس ملك كوماجيني
بطليموس هو أحد ملوك مملكة كوماجيني الذين حكموا في القرن الثاني قبل الميلاد. يُعتبر من أبرز الشخصيات التي أسست لمرحلة الانتقال من التبعية السلوقية إلى الاستقلال الكامل لمملكة كوماجيني، ويُعتقد أنه حكم خلال الفترة ما بين عامي 163 و130 ق.م تقريبًا.

## خلفيته
بطليموس ينحدر من الأسرة الأورونتيدية، وهي سلالة أرمينية فارسية الأصل، كانت تحكم أجزاء من سوريا والأناضول خلال العهد الهلنستي. كان ابن الملك سامس الثاني من كوماجيني، وتولى الحكم بعد وفاة والده.

## فترة حكمه
في عهد بطليموس، بدأت مملكة كوماجيني تتجه نحو مزيد من الاستقلال عن الإمبراطورية السلوقية التي كانت تعاني من الضعف والانقسام. يُنسب إليه توسيع حدود المملكة وبناء أساس لنظام حكم محلي قوي يمهد للحكم الوراثي المستقل لاحقًا.

## إرثه
بطليموس هو والد ميتريداتس الأول كالينيكوس، الذي يُعد أول ملك مستقل فعليًا لمملكة كوماجيني، وقد قام بتأسيس سلالة ملكية تحمل طابعًا هلنستيًا بارزًا، وارتبطت لاحقًا باسم أنطيوخوس الأول ثيوس من كوماجيني، أشهر ملوك المملكة.